# Puchar Azji w Piłce Nożnej 2000
Puchar Azji 2000 rozgrywany był w Libanie.

## Stadiony
| Miasto   | Stadion                               | Pojemność |
| -------- | ------------------------------------- | --------- |
| Bejrut   | Camille Chamoun Sports City Stadium   | 49 500    |
| Sydon    | Saida International Stadium           | 22 600    |
| Trypolis | Tripoli International Olympic Stadium | 22 400    |

## Faza grupowa
Na podstawie:
Legenda
|  | Awans do fazy pucharowej. |
|  | Klasyfikacja II miejsc    |

Gdy dwie lub więcej drużyn zakończy fazę grupową z taką samą liczbą punktów, o kolejności w tabeli decyduje:
1. bilans bramkowy
2. liczba goli zdobytych w fazie grupowej;
3. punkty zdobyte w meczach pomiędzy danymi drużynami;
4. różnica bramek w meczach pomiędzy danymi drużynami;
5. zdobyte bramki w meczach pomiędzy danymi drużynami;
6. klasyfikacja fair play;
7. losowanie.

### Grupa A
| Lp. | Drużyna   | M | Mecze | Mecze | Mecze | Bramki | Bramki | Bramki | Pkt |
| Lp. | Drużyna   | M | W     | R     | P     | +      | −      | +/−    | Pkt |
| --- | --------- | - | ----- | ----- | ----- | ------ | ------ | ------ | --- |
| 1.  | Iran      | 3 | 2     | 1     | 0     | 6      | 1      | +5     | 7   |
| 2.  | Irak      | 3 | 1     | 1     | 1     | 4      | 3      | +1     | 4   |
| 3.  | Tajlandia | 3 | 0     | 2     | 1     | 2      | 4      | −2     | 2   |
| 4.  | Liban     | 3 | 0     | 2     | 1     | 3      | 7      | −4     | 2   |

| 12 października 2000 14:05 CET | Irak · Jatheer 27' · Mahmoud 60' | 2:0(1:0)Raport | Tajlandia | Saida International Stadium, Sydon Widzów: 2 500 Sędzia: Tōru Kamikawa |
|                                |                                  |                |           |                                                                        |

| 12 października 2000 19:45 CET | Liban | 0:4(0:1)Raport | Iran · 19' Bageri · 75', 87' Estili · 90' Daei | Camille Chamoun Sports City Stadium, Bejrut Widzów: 42 418 Sędzia: Lu Jun |
|                                |       |                |                                                |                                                                           |

| 15 października 2000 16:05 CET | Iran · Daei 73' | 1:1(0:1)Raport | Tajlandia · 12' Piturat | Camille Chamoun Sports City Stadium, Bejrut Widzów: 10 000 Sędzia: Saad Kamil Al-Fadhli |
|                                |                 |                |                         |                                                                                         |

| 15 października 2000 18:45 CET | Liban · Chahrour 28' · Hajij 76' | 2:2(1:2)Raport | Irak · 5', 22' Jeayer | Camille Chamoun Sports City Stadium, Bejrut Widzów: 30 000 Sędzia: Kim Young-joo |
|                                |                                  |                |                       |                                                                                  |

| 18 października 2000 18:35 CET | Iran · Daei 77' | 1:0(0:0)Raport | Irak | Saida International Stadium, Sydon Widzów: 8 582 Sędzia: Omar Al-Mehannah |
|                                |                 |                |      |                                                                           |

| 18 października 2000 18:35 CET | Liban · Fernandes 83' | 1:1(0:0)Raport | Tajlandia · 58' Seksan Piturat | Camille Chamoun Sports City Stadium, Bejrut Widzów: 45 000 Sędzia: Lu Jun |
|                                |                       |                |                                |                                                                           |

### Grupa B
| Lp. | Drużyna          | M | Mecze | Mecze | Mecze | Bramki | Bramki | Bramki | Pkt |
| Lp. | Drużyna          | M | W     | R     | P     | +      | −      | +/−    | Pkt |
| --- | ---------------- | - | ----- | ----- | ----- | ------ | ------ | ------ | --- |
| 1.  | Chiny            | 3 | 1     | 2     | 0     | 6      | 2      | +4     | 5   |
| 2.  | Kuwejt           | 3 | 1     | 2     | 0     | 1      | 0      | +1     | 5   |
| 3.  | Korea Południowa | 3 | 1     | 1     | 1     | 5      | 3      | +2     | 4   |
| 4.  | Indonezja        | 3 | 0     | 1     | 2     | 0      | 7      | −7     | 1   |

| 13 października 2000 16:05 CET | Korea Południowa · Lee 30' · Noh 58' | 2:2(1:1)Raport | Chiny · 38' Su · 66' (k) Fan | Tripoli International Olympic Stadium, Trypolis Widzów: 1 000 Sędzia: Omar Al-Mehannah |
|                                |                                      |                |                              |                                                                                        |

| 13 października 2000 18:45 CET | Kuwejt | 0:0(0:0)Raport | Indonezja | Tripoli International Olympic Stadium, Trypolis Widzów: 2 000 Sędzia: Tajaddin Fares |
|                                |        |                |           |                                                                                      |

| 16 października 2000 16:05 CET | Chiny · Li 2' · Shen 7' (k) · Yang 10' · Qi 90' | 4:0(3:0)Raport | Indonezja | Tripoli International Olympic Stadium, Trypolis Widzów: 2 000 Sędzia: Ahmad Nabil Ayad |
|                                |                                                 |                |           |                                                                                        |

| 16 października 2000 18:45 CET | Korea Południowa | 0:1(0:1)Raport | Kuwejt · 43' Al-Huwaidi | Tripoli International Olympic Stadium, Trypolis Widzów: 5 000 Sędzia: Brian Hall |
|                                |                  |                |                         |                                                                                  |

| 19 października 2000 18:35 CET | Chiny | 0:0(0:0)Raport | Kuwejt | Tripoli International Olympic Stadium, Trypolis Widzów: 5 000 Sędzia: Shamsul Maidin |
|                                |       |                |        |                                                                                      |

| 19 października 2000 18:35 CET | Korea Południowa · Lee 30', 76', 90' | 3:0(1:0)Raport | Indonezja | Camille Chamoun Sports City Stadium, Bejrut Widzów: 500 Sędzia: Tōru Kamikawa |
|                                |                                      |                |           |                                                                               |

### Grupa C
| Lp. | Drużyna          | M | Mecze | Mecze | Mecze | Bramki | Bramki | Bramki | Pkt |
| Lp. | Drużyna          | M | W     | R     | P     | +      | −      | +/−    | Pkt |
| --- | ---------------- | - | ----- | ----- | ----- | ------ | ------ | ------ | --- |
| 1.  | Japonia          | 3 | 2     | 1     | 0     | 13     | 3      | +10    | 7   |
| 2.  | Arabia Saudyjska | 3 | 1     | 1     | 1     | 6      | 4      | +2     | 4   |
| 3.  | Katar            | 3 | 0     | 3     | 0     | 2      | 2      | 0      | 3   |
| 4.  | Uzbekistan       | 3 | 0     | 1     | 2     | 2      | 14     | −12    | 1   |

| 14 października 2000 16:05 CET | Arabia Saudyjska · Morioka 90' (sam.) | 1:4(0:2)Raport | Japonia · 22' Yanagisawa · 37' Takahara · 53' Nanami · 88' Ono | Saida International Stadium, Sydon Widzów: 5 000 Sędzia: Ali Bujsaim |
|                                |                                       |                |                                                                |                                                                      |

| 14 października 2000 18:45 CET | Katar · Gholam 61' | 1:1(0:0)Raport | Uzbekistan · 73' Qosimov | Saida International Stadium, Sydon Widzów: 5 000 Sędzia: Mohd Nazri Abdullah |
|                                |                    |                |                          |                                                                              |

| 17 października 2000 16:05 CET | Japonia · Morishima 7' · Nishizawa 14', 25', 49' · Takahara 18', 20', 57' · Kitajima 79' | 8:1(5:1)Raport | Uzbekistan · 29' Lushan | Saida International Stadium, Sydon Widzów: 2 000 Sędzia: Shamsul Maidin |
|                                |                                                                                          |                |                         |                                                                         |

| 17 października 2000 18:45 CET | Arabia Saudyjska | 0:0(0:0)Raport | Katar | Saida International Stadium, Sydon Widzów: 5 000 Sędzia: Tajaddin Fares |
|                                |                  |                |       |                                                                         |

| 20 października 2000 18:35 CET | Arabia Saudyjska · Al-Otaibi 18' · Al-Shalhoub 35', 78', 86' · Al-Temyat 88' | 5:0(2:0)Raport | Uzbekistan | Saida International Stadium, Sydon Widzów: 2 000 Sędzia: Kim Young-joo |
|                                |                                                                              |                |            |                                                                        |

| 20 października 2000 18:35 CET | Japonia · Nishizawa 61' | 1:1(0:1)Raport | Katar · 22' Al-Obaidly | Camille Chamoun Sports City Stadium, Bejrut Widzów: 2 000 Sędzia: Ahmad Nabil Ayad |
|                                |                         |                |                        |                                                                                    |

### Klasyfikacja 3 miejsc
| Lp. | Drużyna              | M | Mecze | Mecze | Mecze | Bramki | Bramki | Bramki | Pkt |
| Lp. | Drużyna              | M | W     | R     | P     | +      | −      | +/−    | Pkt |
| --- | -------------------- | - | ----- | ----- | ----- | ------ | ------ | ------ | --- |
| 1.  | Korea Południowa (B) | 3 | 1     | 1     | 1     | 5      | 3      | +2     | 4   |
| 2.  | Katar (C)            | 3 | 0     | 3     | 0     | 2      | 2      | 0      | 3   |
| 3.  | Tajlandia (A)        | 3 | 0     | 2     | 1     | 2      | 4      | −2     | 2   |

## Faza pucharowa
W fazie pucharowej uczestniczyło 8 zespołów, które awansowały z fazy grupowej. Ta część rywalizacji składała się z trzech rund, w każdej rundzie odpadała połowa drużyn. Po wyłonieniu czterech najlepszych drużyn turnieju, rozegrane zostały półfinały. Przegrani tych spotkań rozegrali mecz o brązowy medal, zaś zwycięzcy o tytuł mistrzowski.
|  |                           |                  |                         |                         |   |                  |                         |                         |                         |                         |                   |       |       |
|  | Ćwierćfinały              | Ćwierćfinały     | Ćwierćfinały            |                         |   | Półfinały        | Półfinały               | Półfinały               |                         |                         | Finał             | Finał | Finał |
|  | Ćwierćfinały              | Ćwierćfinały     | Ćwierćfinały            |                         |   | Półfinały        | Półfinały               | Półfinały               |                         |                         | Finał             | Finał | Finał |
|  | 23 października, Sydon    |                  |                         |                         |   |                  |                         |                         |                         |                         |                   |       |       |
|  |                           |                  |                         |                         |   |                  |                         |                         |                         |                         |                   |       |       |
|  | Chiny                     | Chiny            | 3                       |                         |   |                  |                         |                         |                         |                         |                   |       |       |
|  | Chiny                     | Chiny            | 3                       | 26 października, Bejrut |   |                  |                         |                         |                         |                         |                   |       |       |
|  | Katar                     | Katar            | 1                       |                         |   |                  |                         |                         |                         |                         |                   |       |       |
|  | Katar                     | Katar            | 1                       |                         |   | Chiny            | Chiny                   | 2                       |                         |                         |                   |       |       |
|  | 24 października, Bejrut   |                  |                         |                         |   | Chiny            | Chiny                   | 2                       |                         |                         |                   |       |       |
|  |                           |                  | Japonia                 | Japonia                 | 3 |                  |                         |                         |                         |                         |                   |       |       |
|  | Japonia                   | Japonia          | Japonia                 | Japonia                 | 3 | 4                |                         |                         |                         |                         |                   |       |       |
|  | Japonia                   | Japonia          |                         |                         |   | 4                | 29 października, Bejrut |                         |                         |                         |                   |       |       |
|  | Irak                      | Irak             | 1                       |                         |   |                  |                         |                         |                         |                         |                   |       |       |
|  | Irak                      | Irak             | 1                       |                         |   | Japonia          | Japonia                 | 1                       |                         |                         |                   |       |       |
|  | 23 października, Trypolis |                  |                         |                         |   | Japonia          | Japonia                 | 1                       |                         |                         |                   |       |       |
|  |                           |                  | Arabia Saudyjska        | Arabia Saudyjska        | 0 |                  |                         |                         |                         |                         |                   |       |       |
|  | Iran                      | Iran             | Arabia Saudyjska        | Arabia Saudyjska        | 0 | 1                |                         |                         |                         |                         |                   |       |       |
|  | Iran                      | Iran             | 26 października, Bejrut |                         |   | 1                |                         |                         |                         |                         |                   |       |       |
|  | Korea Południowa          | Korea Południowa | 2                       |                         |   |                  |                         |                         |                         |                         |                   |       |       |
|  | Korea Południowa          | Korea Południowa | 2                       |                         |   | Korea Południowa | Korea Południowa        | 1                       | Mecz o 3. miejsce       | Mecz o 3. miejsce       | Mecz o 3. miejsce |       |       |
|  | 24 października, Bejrut   |                  |                         |                         |   | Korea Południowa | Korea Południowa        | 1                       | Mecz o 3. miejsce       | Mecz o 3. miejsce       | Mecz o 3. miejsce |       |       |
|  |                           |                  | Arabia Saudyjska        | Arabia Saudyjska        | 2 |                  |                         | 29 października, Bejrut | 29 października, Bejrut | 29 października, Bejrut |                   |       |       |
|  | Kuwejt                    | Kuwejt           | Arabia Saudyjska        | Arabia Saudyjska        | 2 | 2                |                         | 29 października, Bejrut | 29 października, Bejrut | 29 października, Bejrut |                   |       |       |
|  | Kuwejt                    | Kuwejt           |                         |                         |   |                  |                         | Chiny                   | Chiny                   | 1                       |                   |       |       |
|  | Arabia Saudyjska          | Arabia Saudyjska | 3                       |                         |   |                  |                         |                         | Chiny                   | 1                       |                   |       |       |
|  | Arabia Saudyjska          | Arabia Saudyjska | 3                       |                         |   |                  |                         | Korea Południowa        | Korea Południowa        | 0                       |                   |       |       |
|  |                           |                  |                         |                         |   |                  |                         |                         | Korea Południowa        | 0                       |                   |       |       |

### Ćwierćfinały
| 23 października 2000 15:45 CET | Iran · Bageri 71' | 1:2 po dogr.(0:0)Raport | Korea Południowa · 90' Kim · 99' Lee | Tripoli International Olympic Stadium, Trypolis Widzów: 5 000 Sędzia: Ali Bujsaim |
|                                |                   |                         |                                      |                                                                                   |

23 października 2000
| Chiny         | 3 – 1 | Katar        | 19:45 – Saida International Stadium, Sydon Sędzia: Mohd Nazri Abdullah (Malezja) Widzów: 3 000 |
| Li Ming 9′    |       | Al-Enazi 65′ |                                                                                                |
| Qi Hong 38′   |       |              |                                                                                                |
| Yang Chen 54′ |       |              |                                                                                                |
|               |       |              |                                                                                                |

24 października 2000
| Japonia             | 4 – 1               | Irak                 | 16:45 – Camille Chamoun Sports City Stadium, Bejrut Sędzia: Tajaddin Fares (Syria) Widzów: 2 000         |
| Nanami 8′ 29′       |                     | Abbas Obeid 4′       | |
| Takahara 11′        |                     |                      | |
| Myojin 62′          |                     |                      | |
|                     |                     |                      | |
| Kuwejt              | 2 – 3 (po dogrywce) | Arabia Saudyjska     | 19:45 – Camille Chamoun Sports City Stadium, Bejrut Sędzia: Brian Hall (Stany Zjednoczone) Widzów: 5 000 |
| Bashar Abdullah 62′ |                     | Al-Temyat 45+1′ 109′ | |
| Al-Houwaidi 68′     |                     | Al-Meshal 72′        | |
|                     |                     |                      | |

## Półfinały
26 października 2000
| Korea Południowa      | 1 – 2 | Arabia Saudyjska           | 16:45 – Camille Chamoun Sports City Stadium, Bejrut Sędzia: Saad Kamil Al-Fadhli (Kuwejt) Widzów: 7 000 |
| Lee Dong-gook 90 + 1′ |       | Al-Meshal 76′ 80′          | |
|                       |       |                            | |
|                       |       |                            | |
|                       |       |                            | |
| Chiny                 | 2 – 3 | Japonia                    | 19:45 – Camille Chamoun Sports City Stadium, Bejrut Sędzia: Shamsul Maidin (Singapur) Widzów: 5 000     |
| Qi Hong 30′           |       | Fan Zhiyi 21′ (samobójczy) | |
| Yang Chen 48′         |       | Nishizawa 53′              | |
|                       |       | Myojin 61′                 | |
|                       |       |                            | |
|                       |       |                            | |

## Mecz o 3 miejsce
29 października 2000
| Korea Południowa  | 1 – 0 | Chiny | 17:05 – Camille Chamoun Sports City Stadium, Bejrut Sędzia: Nabil Ayad (Liban) Widzów: 20 000 |
| Lee Dong-gook 76′ |       |       |                                                                                               |
|                   |       |       |                                                                                               |
|                   |       |       |                                                                                               |
|                   |       |       |                                                                                               |
|                   |       |       |                                                                                               |

## Finał
29 października 2000
| Japonia       | 1 – 0 | Arabia Saudyjska | 19:45 – Camille Chamoun Sports City Stadium, Bejrut Sędzia: Ali Bujsaim (ZEA) Widzów: 50 000 |
| Mochizuki 30′ |       |                  |                                                                                              |
|               |       |                  |                                                                                              |
|               |       |                  |                                                                                              |
|               |       |                  |                                                                                              |

## Strzelcy

### 6 goli
- Lee Dong-gook

### 5 goli
- Akinori Nishizawa
- Naohiro Takahara

### 3 gole
- Qi Hong
- Yang Chen
- Ali Daei
- Hiroshi Nanami
- Talal Al-Meshal
- Mohammad Al-Shalhoub
- Nawaf Al-Temyat

### 2 gole
- Li Ming
- Karim Bagheri
- Hamid Estili
- Sabah Jaeer
- Tomokazu Myojin
- Jassem Al-Houwaidi
- Seksan Piturat

### 1 gol
- Fan Zhiyi
- Shen Si
- Su Maozhen
- Qahtan Chatir
- Abbas Obeid
- Haidar Mahmoud
- Hideaki Kitajima
- Shigeyoshi Mochizuki
- Hiroaki Morishima
- Shinji Ono
- Atsushi Yanagisawa
- Kim Sang-sik
- Lee Young-pyo
- Noh Jung-yoon
- Bashar Abdullah
- Abbas Chahrour
- Luís Fernandes
- Moussa Hojeij
- Mohammed Gholam
- Mohammed Al-Enazi
- Abdulnasser Al-Obaidly
- Marzouk Al-Otaibi
- Mirdjalal Kasimov
- Sergey Lushan

### Gole samobójcze
- Fan Zhiyi (dla  Japonii)
- Ryuzo Morioka (dla  Arabii Saudyjskiej)

## Liczba strzelonych goli dla reprezentacji
21 bramek
 Japonia
11 bramek
 Chiny
 Arabia Saudyjska
9 bramek
 Korea Południowa
7 bramek
 Iran
5 bramek
 Irak
3 bramki
 Kuwejt
 Liban
 Katar
2 bramki
 Tajlandia
 Uzbekistan
0 bramek
 Indonezja